# Hydrellia unigena
Hydrellia unigena är en tvåvingeart som beskrevs av Cresson 1944. Hydrellia unigena ingår i släktet Hydrellia och familjen vattenflugor. Inga underarter finns listade i Catalogue of Life.